# Адонія
Адонія (івр. אדוניה, «(мій) Господь — Ягве») — четвертий син царя Давида, що народився в Хевроні від Хаггіти.
Коли цар Давид постарів, Адонія спробував домогтися царської влади, на підставі того що він був старший з живих синів та, незважаючи на те, що спадкоємцем престолу був визначений Соломон. Адонія створив власний загін охоронців і намагався разом з Йоавом — полководцем царя Давида і Евіятаром — первосвящеником, залучити на свій бік охорону і частину священиків та левітів. Однак йому не вдалося залучити на свою сторону ні пророка Натана, ні священика Цадока, ні царську охорону. Давид, попереджений пророком Натаном,  в останній момент встигає помазати на царство Соломона  і змова Адонії провалюється. Соломон помилує Адонію словами «Якщо покаже себе чесним чоловіком, то й волосинка з нього не впаде на землю..».
Однак коли Адонія, після смерті Давида, звертається до посередництва Ветсавії - матері Соломона, щоби  взяти в дружини останню наложницю Давида шунамійку Авішаг, Соломон вбачає в цьому нову спробу Адонії заявити претензії на престол. Він розпоряджається стратити Адонію та Йоава і відправляє первосвященика Евіятара у заслання, позбавляючи тим себе від подальшої небезпеки втрати престолу.